# Psychotria vestita
Psychotria vestita là một loài thực vật có hoa trong họ Thiến thảo. Loài này được C.Presl miêu tả khoa học đầu tiên năm 1845.